# Aktiengesellschaft

Aktiengesellschaft (abreviada como AG; literalmente sociedade por ações) é uma palavra do idioma alemão que refere-se a uma sociedade comercial que tem seu capital dividido em ações, ou seja, controlada por acionistas. Pode ter suas ações negociadas no mercado de capitais. O termo é usado na Alemanha, Áustria e Suíça. O similar no idioma português é a sociedade anônima (SA).

## Significado da palavra
A palavra alemã Aktiengesellschaft é um substantivo composto composto por dois elementos: Aktien significa ações e Gesellschaft significa empresa ou sociedade. Uma tradução para o português seria, portanto, "sociedade por ações" ou "sociedade limitada por ações". Em alemão, o uso do termo Aktien para ações é restrito ao Aktiengesellschaften. As ações de outros tipos de empresas alemãs (por exemplo, GmbH) são chamadas Anteile, e não Aktien.